# Onthophagus devagiriensis
Onthophagus devagiriensis là một loài bọ cánh cứng trong họ Bọ hung (Scarabaeidae).